# Droga wojewódzka 429
Die Droga wojewódzka 429 (DW 429) ist eine 19,5 Kilometer lange Droga wojewódzka (Woiwodschaftsstraße) in der polnischen Woiwodschaft Opole, die Bowallno mit Proskau und der Droga krajowa 45 verbindet. Die Straße liegt im Powiat Opolski.

## Straßenverlauf
Woiwodschaft Opole, Powiat Opolski
- Wawelno (Bowallno) (DK 435)
- Bahnübergang 
- Proskau (Proskau) (DK 414)
- Kreuzung (DK 45)